# Élections municipales de 2001 dans l'Ardèche
Les élections municipales françaises de 2001 ont eu lieu le 11 et 18 mars 2001. Le département de l'Ardèche comptait 339 communes, dont 11 de plus de 3 500 habitants où les conseillers municipaux étaient élus selon un scrutin de liste avec représentation proportionnelle.

## Maires élus
Les maires élus à la suite des élections municipales dans les communes de plus de 3 000 habitants :
| Communes            | Population | Maire élu en 1995     | Parti | Parti | Maire élu          | Parti | Parti     |
| ------------------- | ---------- | --------------------- | ----- | ----- | ------------------ | ----- | --------- |
| Annonay             | 17 200     | Claude Faure          |       | RPR   | Gérard Weber       |       | RPR       |
| Aubenas             | 11 500     | Stéphane Alaize       |       | PS    | Jeanne Chaussabel  |       | RPR       |
| Bourg-Saint-Andéol  | 7 500      | Jean-Marc Serre       |       | RPR   | Serge Martinez     |       | PS        |
| Guilherand-Granges  | 10 700     | Henri-Jean Arnaud     |       | RPR   | Henri-Jean Arnaud  |       | RPR       |
| Privas              | 9 100      | Amédée Imbert         |       | DL    | Michel Valla       |       | DL        |
| Saint-Péray         | 6 900      | Jean-Paul Lasbroas    |       | DVG   | Jean-Paul Lasbroas |       | DVG       |
| Le Teil             | 8 000      | Robert Chapuis        |       | PS    | Christian Lavis    |       | UDF       |
| Tournon-sur-Rhône   | 10 200     | Jean-Pierre Frachisse |       | UDF   | Jean Pontier       |       | PRG       |
| Vals-les-Bains      | 3 600      | Jean-Claude Flory     |       | RPR   | Jean-Claude Flory  |       | RPR       |
| Viviers (Ardèche)   | 3 600      | André Allignol        |       | PS    | François Louvet    |       | Les Verts |
| La Voulte-sur-Rhône | 5 150      | Claude Laréal         |       | PS    | Marc Bolomey       |       | PS        |

### Annonay

#### Résultats
- Premier tour

|                       | Liste                     | Nombre de voix | Résultats |            |
| Gérard Weber          | RPR                       | 2448           | 40,05 %   | Ballottage |
| Jean-Claude Tournayre | Union de la gauche PS-PCF | 2199           | 35,98 %   | Ballottage |
| Dominique Chambon     | UDF                       | 1464           | 23,95 %   | Ballottage |

- Second tour

|                       | Liste                      | Nombre de voix | Résultats | Sièges |
| Gérard Weber          | Union de la droite RPR-UDF | 4 018          | 58,55 %   | 26     |
| Jean-Claude Tournayre | Union de la gauche PS-PCF  | 2845           | 41,45 %   | 7      |

### Aubenas

#### Résultats
- Premier tour

|                   | Liste | Nombre de voix | Résultats |            |
| Jeanne Chaussabel | RPR   | 2023           | 43,25 %   | Ballottage |
| Robert Eymery     | PS    | 1181           | 25,25 %   | Ballottage |
| Pierre Chastanier | UDF   | 611            | 13,09 %   | Ballottage |
| Martine Dubois    | PCF   | 502            | 10,73 %   | Ballottage |
| Jérôme Gros       | DVD   | 360            | 7,68 %    | Battu      |

- Second tour

|                   | Liste                      | Nombre de voix | Résultats | Sièges |
| Jeanne Chaussabel | Union de la droite RPR-UDF | 3 013          | 61,17 %   | 27     |
| Robert Eymery     | Union de la gauche PS-PCF  | 1913           | 38,83 %   | 6      |

### Bourg-Saint-Andéol

#### Résultats
- Premier tour

|                 | Liste                      | Nombre de voix | Résultats | Sièges |
| Serge Martinez  | Union de la gauche PS-PCF  | 1 779          | 52,40 %   | 23     |
| Jean-Marc Serre | Union de la droite RPR-UDF | 1616           | 47,60 %   | 6      |

### Guilherand-Granges

#### Résultats
- Premier tour

|                   | Liste                      | Nombre de voix | Résultats | Sièges |
| Henri-Jean Arnaud | Union de la droite RPR-UDF | 2 719          | 55,20 %   | 23     |
| Yves Jouvet       | Union de la gauche PS-PCF  | 2207           | 44,80 %   | 6      |

### Privas

#### Résultats
- Premier tour

|              | Liste                               | Nombre de voix | Résultats | Sièges |
| Michel Valla | Union de la droite DL-RPR           | 1 904          | 50,25 %   | 22     |
| Yves Chastan | Union de la gauche PS-PCF-Les Verts | 1885           | 49,75 %   | 7      |

### Saint-Péray

#### Résultats
- Premier tour

|                    | Liste                      | Nombre de voix | Résultats | Sièges |
| Jean-Paul Lasbroas | DVG                        | 2 271          | 70,66 %   | 26     |
| Hélène Gerland     | Union de la droite RPR-UDF | 1155           | 29,34 %   | 3      |

### Le Teil

#### Résultats
- Premier tour

|                 | Liste                     | Nombre de voix | Résultats | Sièges     |
| Pierre Soulier  | Union de la gauche PS-PCF | 1135           | 34,10 %   | Ballottage |
| Christian Lavis | UDF-RPR                   | 1106           | 33,23 %   | Ballottage |
| Paul Allemand   | DVG                       | 1087           | 32,67 %   | Ballottage |

- Second tour

|                 | Liste                     | Nombre de voix | Résultats | Sièges |
| Christian Lavis | UDF-RPR-DVG               | 2 145          | 59,42 %   | 24     |
| Pierre Soulier  | Union de la gauche PS-PCF | 1465           | 40,58 %   | 5      |

### Vals-les-Bains

#### Résultats
- Premier tour

|                   | Liste                      | Nombre de voix | Résultats | Sièges |
| Jean-Claude Flory | Union de la droite RPR-UDF | 1 488          | 73,45 %   | 24     |
| Hubert Jarniac    | Union de la gauche PS-PCF  | 538            | 26,55 %   | 3      |